# Liste von Zwischenfällen mit der Boeing 707 und Boeing 720
Die Liste von Zwischenfällen mit der Boeing 707 enthält eine Übersicht über Zwischenfälle mit Todesfolge oder Totalschaden von Flugzeugen der Typen Boeing 707 und Boeing 720.
Vom Erstflug 1957 bis zum 31. Januar 2022 kam es mit Boeing 707 zu 173 Totalschäden von Flugzeugen. Das entspricht rund einem Fünftel (20,21 Prozent) aller 856 produzierten Flugzeuge dieses Typs. Bei 81 der Unfälle kamen 3032 Menschen ums Leben. In der Zahl der Totalschäden sind 19 Verluste von geparkten Maschinen inbegriffen.
Insgesamt ergeben sich für die Boeing 707 8,60 Verluste pro einer Million Flüge, was – wie beim Konkurrenzmuster Douglas DC-8 mit 8,84 – über dem Durchschnittswert der 1960er und 1970er Jahre von etwa 5 liegt. Heutige Flugzeuge können im Vergleich mit Werten meist unter 0,5 sehr viel sicherer betrieben werden. Dreizehn Totalverluste mit insgesamt 280 Toten hatten eine kriegerische oder kriminelle Ursache, elf weitere gingen auf sonstige Ereignisse zurück und forderten keine Menschenleben.
Die Liste bekannter Zwischenfälle ist für die Boeing 720 vollständig. Beispiele für die Boeing 707:

## Boeing 707

### 1950er-Jahre

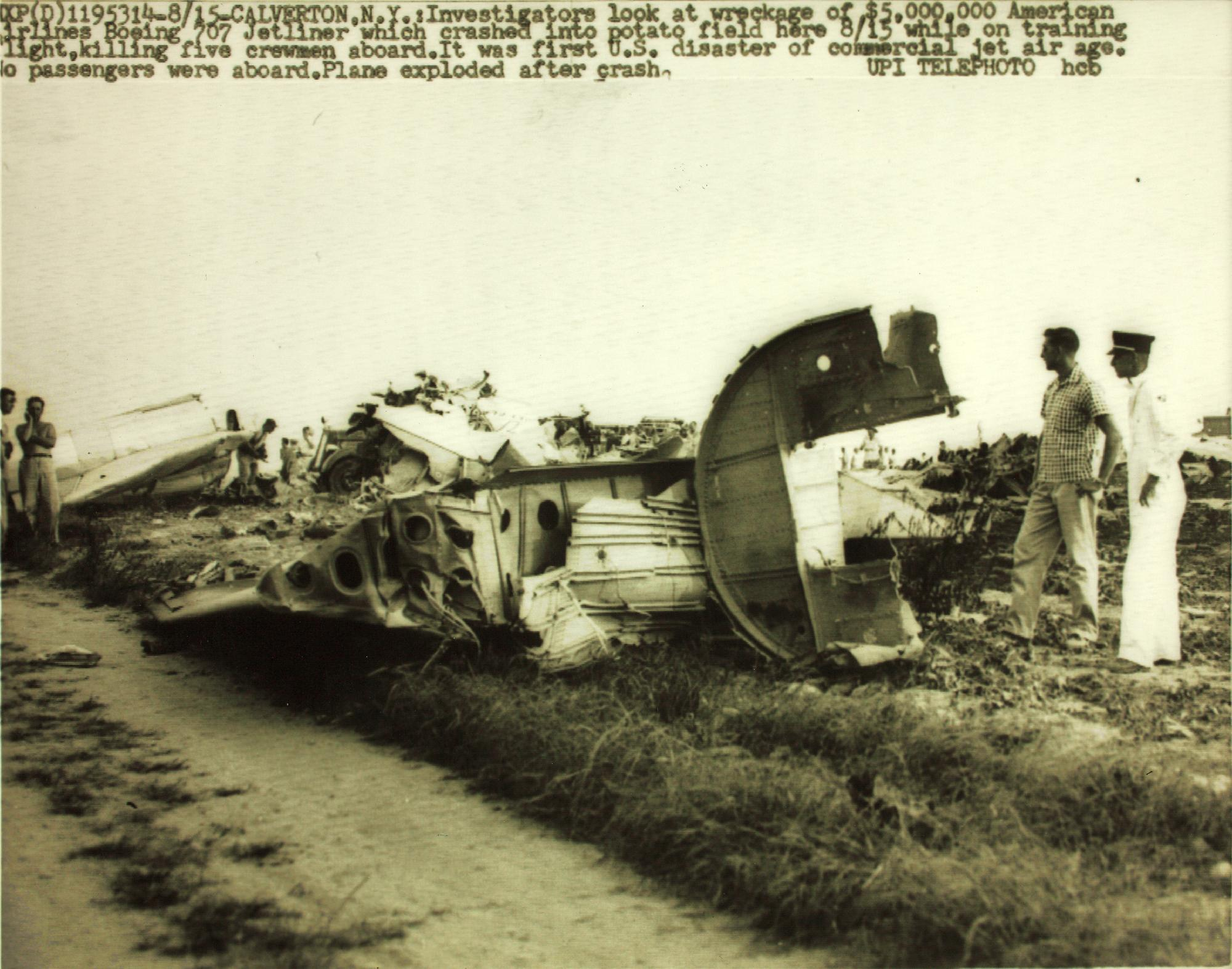
Trümmer der 1959 verunglückten Maschine der American Airlines

- Am 15. August 1959 führte die Besatzung einer Boeing 707-123 der American Airlines (Luftfahrzeugkennzeichen N7514A) einen Testflug vom Calverton-Peconic Airpark auf Long Island durch. Während des Fluges begann die Maschine außerordentlich zu gieren. Die Besatzung korrigierte das abnorme Flugverhalten nicht, woraufhin die Maschine seitlich abrollte und infolge eines Kontrollverlustes abstürzte. Die fünfköpfige Besatzung kam ums Leben (siehe auch American-Airlines-Flug 514).[3]

- Am 19. Oktober 1959 führte Boeing den Übergabeflug einer Boeing 707-227 durch, die an Braniff International Airways ausgeliefert werden sollte. An Bord befanden sich Piloten und Techniker von Braniff und Boeing. Während des Fluges flog die Besatzung mehrere Dutch Rolls. Bei einer davon überschritt sie den technisch zulässigen Neigwinkel der Maschine. Beim Gegensteuern wurden die Belastungsgrenzen des Flugzeugs überschritten, wobei drei der vier Triebwerke abbrachen und durch ein anschließendes Feuer einige an der Tragfläche befindliche Steuerungssysteme verschmorten. Beim Versuch, die Maschine notzulanden, kam es zu einer Bruchlandung am Ufer des Stillaguamish River in der Nähe von Arlington im Bundesstaat Washington. Vier der acht Personen an Bord kamen ums Leben.[4]

### 1960er-Jahre
- Am 28. Januar 1961 verlor die Besatzung einer Boeing 707-123 der American Airlines (Luftfahrzeugkennzeichen N7502A) auf einem Trainingsflug aus ungeklärter Ursache die Kontrolle über die Maschine. Die vom Flughafen New York-Idlewild gestartete Maschine stürzte bei Montauk ins Meer, alle sechs Insassen starben (siehe auch American-Airlines-Flug 1502).[5]

- Am 15. Februar 1961 stürzte eine Boeing 707 der Sabena (OO-SJB) auf der Strecke New York–Brüssel beim Landeanflug ab. Alle 72 Insassen und eine Person am Boden kamen ums Leben. Unter den Passagieren war das gesamte US-amerikanische Eiskunstlaufnationalteam, das sich auf der Reise zur Weltmeisterschaft nach Prag befand (siehe auch Sabena-Flug 548).

- Am 27. Juli 1961 landete eine Boeing 707-328 der Air France (F-BHSA) auf dem Flug von Paris-Orly über Hamburg nach Anchorage und Tokio zunächst auf dem Flughafen Hamburg-Fuhlsbüttel zwischen. Beim späteren Start bemerkte der Kapitän, dass das Flugzeug zur Seite zog, sodass er Schwierigkeiten hatte, es gerade auf der Startbahn zu halten. Er brach den Start daraufhin ab, die Maschine kam beim Ausrollen von der Startbahn ab und rollte in eine daneben liegende Senke. Dabei rissen das Fahrwerk und mehrere Triebwerke ab und der Flugzeugrumpf zerbrach in drei Teile. Die erst zwei Jahre alte Maschine musste abgeschrieben werden. Alle 41 Personen an Bord überlebten den Unfall; elf Personen wurden ernsthaft verletzt.[6]

- Am 1. März 1962 stürzte eine Boeing 707-123B der American Airlines (N7506A) etwa eine Minute nach dem Abheben vom Flughafen New York-Idlewild nahezu senkrecht in flaches Wasser der Jamaica Bay. Der Grund war eine Fehlfunktion der Seitenrudersteuerung, durch die ein nicht mehr zu behebender Kontrollverlust erzeugt wurde. Alle 95 Insassen, 8 Besatzungsmitglieder und 87 Passagiere, kamen ums Leben (siehe auch American-Airlines-Flug 1).[7]

- Am 22. Mai 1962 sprengte ein Passagier über Iowa (USA) eine Boeing 707-124 der Continental Airlines (N70775) auf dem Weg von Chicago zum Flughafen Kansas City-Charles B. Wheeler Downtown in die Luft. Alle 45 Menschen an Bord starben. Das FBI fand heraus, dass es sich bei dem Selbstmordattentäter um einen Versicherungsbetrüger handelte (siehe auch Continental-Airlines-Flug 11).[8]

- Am 3. Juni 1962 wurde eine Boeing 707-328B der Air France (F-BHSM) bei einem missglückten Startabbruch auf dem Flughafen Paris-Orly vollständig zerstört, die sich auf dem Flug nach New York-Idlewild befand. Beim Erreichen der Abhebegeschwindigkeit gelang es den Piloten nicht, das Höhenruder weit genug für ein Abheben zu ziehen, weshalb der Kapitän den Start bei 179 Knoten abbrechen musste. Das Flugzeug überrollte mit hoher Geschwindigkeit das Startbahnende, zerbrach und fing Feuer. Von den 130 Insassen überlebten nur 2. Unfallursachen waren eine beträchtlich vertrimmte Stellung der Höhenflosse und der Ausfall des Trimmsystems (siehe auch Air-France-Flug 007).[9]

- Am 22. Juni 1962 kam eine Boeing 707-328 der Air France (F-BHST) von ihrer vorgesehenen Flugroute ab und flog im Anflug auf den Flughafen Pointe-à-Pitre auf Guadeloupe in 1400 Metern Höhe gegen einen bewaldeten Berg. Alle 113 Personen an Bord kamen ums Leben. Infolge eines Gewitters war es zu falschen Anzeigen des Radiokompasses gekommen (siehe auch Air-France-Flug 117).[10]

- Am 27. November 1962 verunglückte eine Boeing 707-441 der VARIG (PP-VJB) im Landeanflug auf den Flughafen Lima, als sie in die Seite des Berges La Cruz geflogen wurde. Alle 80 Passagiere und die 17 Besatzungsmitglieder wurden getötet. Es konnte nicht ermittelt werden, warum die Maschine von ihrem Kurs abgekommen war.[11]

- Am 8. Dezember 1963 schlug bei Elkton (Maryland) ein Blitz in die linke Tragfläche einer Boeing 707-121 der Pan American World Airways (N709PA). Durch den Einschlag explodierte das Kerosin-Luft-Gemisch in einem Tank und zerriss die Tragfläche. Die 81 Insassen starben beim Absturz (siehe auch Pan-Am-Flug 214).[12]

- Am 7. April 1964 überrollte eine Boeing 707-139 der Pan American World Airways (N779PA) nach einer Landung auf dem Flughafen New York-John F. Kennedy das Bahnende und stürzte in die Jamaica Bay. Alle 145 Personen an Bord überlebten den Unfall.[13][14]

- Am 23. November 1964 verunglückte eine Boeing 707-331 der Trans World Airlines (TWA) (N769TW) nach einem Triebwerksausfall beim Start auf dem Flughafen Rom-Fiumicino, wobei 50 der 73 Menschen an Bord ums Leben kamen.[15]

- Am 17. September 1965 wurde eine Boeing 707-121B der Pan American World Airways (N708PA) im Anflug auf den Flughafen VC Bird International (Antigua) in den Chances Peak auf der Karibik-Insel Montserrat geflogen (CFIT, Controlled flight into terrain). Alle 30 Personen an Bord kamen ums Leben.[16]

- Am 24. Januar 1966 war eine Boeing 707-437 der Air India (VT-DMN) auf dem Weg von Bombay nach New York. Im Sinkflug zur geplanten Zwischenlandung in Genf wurde sie in den Mont Blanc, Frankreich, geflogen und zerschellte ca. 60 Meter unterhalb des Gipfels an einem Felsgrat. Alle 117 Personen an Bord (106 Passagiere und 11 Besatzungsmitglieder) wurden dabei getötet (siehe auch Air-India-Flug 101).[17] Die Maschine flog fast an derselben Stelle in den Berg wie eine Lockheed L-749 Constellation der Air India am 3. November 1950 (hierfür siehe auch Air-India-Flug 245).

- Am 5. März 1966 verunglückte eine Boeing 707-436 der BOAC (G-APFE) siebzehn Minuten nach dem Start vom Flughafen Tokio-Haneda, als sie infolge einer schweren Clear Air Turbulence in der Luft auseinanderbrach. Alle 124 Menschen an Bord, die sich auf einer Weltumrundung befanden, kamen dabei ums Leben (siehe auch BOAC-Flug 911).[18]

- Am 6. November 1967 startete eine Boeing 707-131 der Trans World Airlines vom Flughafen Cincinnati in Richtung Los Angeles. Als die Maschine eine neben der Rollbahn stehende Douglas DC-9 der Delta Air Lines passierte, verursachte der Triebwerksschub der DC-9 einen Flammabriss an Triebwerk Nr. 4 der Boeing. Die Besatzung der Boeing leitete einen Startabbruch ein, die Maschine kam jedoch nicht rechtzeitig zum Stehen, rollte über einen Hügel und hob für einen Augenblick ab. Beim Wiederaufsetzen riss das Triebwerk ab und die Maschine schlitterte 100 Meter über die Landebahn hinaus. Der Rumpf brach auseinander und die rechte Tragfläche riss ab. Die siebenköpfige Besatzung überlebte den Unfall, von den 29 Passagieren kam eine Person ums Leben (siehe auch Trans-World-Airlines-Flug 159).[19]

- Am 7. Februar 1968 verunglückte eine aus Honolulu kommende Boeing 707-138B der Canadian Pacific Air Lines (N791SA) bei der Landung auf dem Flughafen Vancouver. Die Maschine landete bei dichtem Nebel, überrollte dabei das Landebahnende und kollidierte mit geparkten Flugzeugen, Fahrzeugen und zwei Gebäuden. Von den 61 Personen an Bord überlebten alle 52 Passagiere den Unfall, ein Besatzungsmitglied und eine Person am Boden kamen ums Leben (siehe auch Canadian-Pacific-Airlines-Flug 322).[20]

- Am 5. März 1968 flog eine Boeing 707-328C der Air France (F-BLCJ) im Anflug auf den Flughafen Pointe-à-Pitre auf Guadeloupe in 1200 Metern Höhe gegen einen Vulkan. Alle 63 Personen an Bord kamen ums Leben. Der Flugschreiber konnte nie geborgen und die Unfallursache nicht ermittelt werden (siehe auch Air-France-Flug 212 (1968)).[21]

- Am 8. April 1968 musste eine Boeing 707-465 der British Overseas Airways Corporation (BOAC) (G-ARWE) aufgrund eines Triebwerkbrandes nach dem Start zum Flughafen London-Heathrow zurückkehren. Noch während der Landung riss das Triebwerk ab, der Brand loderte jedoch weiter. Nach der geglückten Notlandung verließen Piloten und Flugingenieur das Cockpit, ohne die Punkte auf den entsprechenden Checklisten abzuarbeiten. Daher wurde unter anderem immer mehr Treibstoff in das Feuer unter der Maschine gepumpt. Dann wurde die gesamte Maschine evakuiert. Von den 127 Personen an Bord kamen 5 ums Leben (siehe auch BOAC-Flug 712).[22][23]

- Am 20. April 1968 stürzte eine Boeing 707-344C der South African Airways (ZS-EUW) kurz nach dem Start vom Flughafen Windhoek-J. G. Strijdom nach Luanda ab. Von den 128 an Bord befindlichen Personen starben 123. Die Maschine war nicht mit den eigentlich zu dieser Zeit zwingend vorgeschriebenen Flugschreibern und Stimmrekordern ausgerüstet, sodass sich die Flugunfalluntersuchung schwierig gestaltete. Die Absturzursache wurde letztlich auf Pilotenfehler zurückgeführt (siehe auch South-African-Airways-Flug 228).[24]

- Am 12. Juni 1968 wurde eine Boeing 707-321C der Pan American World Airways (N798PA) auf dem Flughafen Kalkutta bei schlechter Sicht etwa einen Kilometer vor der Landebahnschwelle in den Boden geflogen (CFIT, Controlled flight into terrain). Bei dem Unfall wurden 6 der 63 Insassen getötet.[25]

- Am 13. Juli 1968 stürzte eine Frachtmaschine des Typs Boeing 707-329C der belgischen Sabena (OO-SJK) auf dem Flug von Brüssel beim Landeanflug auf den Flughafen Lagos 14 Kilometer nördlich davon ab. Alle sieben Insassen wurden getötet.[26]

- Am 12. Dezember 1968 wurde eine Boeing 707-321B der Pan American World Airways (N494PA) vor der Landung in Caracas bei Nacht in den Atlantischen Ozean geflogen, weil die Piloten die Flughöhe falsch einschätzten, nachdem sie die Lichter der auf einem Berghang gelegenen Stadt Maiquetía mit der Landebahn verwechselten. Bei dem Unfall starben alle 51 Insassen (siehe auch Pan-Am-Flug 217).[27]

- Am 26. Dezember 1968 startete eine Boeing 707-321C der Pan American World Airways (N799PA) auf einem Frachtflug ohne ausgefahrene Auftriebshilfen von der Elmendorf Air Force Base (Alaska). Kurz nach dem Abheben führte ein Strömungsabriss zum Absturz der Maschine, wobei die drei Mitglieder der Flugbesatzung ums Leben kamen (siehe auch Pan-Am-Flug 799).[28]

- Am 26. Juli 1969 simulierte die Besatzung einer Boeing 707-331C der Trans World Airlines auf einem Trainingsflug einen Triebwerksausfall, indem Triebwerk Nr. 4 in den Leerlauf geschaltet wurde. Als bei Erreichen der Entscheidungsflughöhe ein Fehlanflug eingeleitet werden sollte, ließen sich weder die Landeklappen noch das Fahrwerk wieder einfahren. Die Besatzung schaltete die Hydrauliksysteme ab, ohne Triebwerk Nr. 4 wieder aktiviert zu haben. Sie verlor dabei die Kontrolle über die Maschine, welche nach rechts rollte und in einen Sinkflug überging. Das Flugzeug schlug auf dem Boden auf und ging in Flammen auf, die fünfköpfige Besatzung kam ums Leben (siehe auch Trans-World-Airlines-Flug 5787).[29]

- Am 3. Dezember 1969 stürzte eine Boeing 707-328B der Air France (F-BHSZ) auf dem Weg von Santiago de Chile nach Paris kurz nach dem einer Zwischenlandung auf dem Flughafen Caracas folgenden Start etwa sechs Kilometer entfernt ins Meer. Alle 62 Menschen an Bord kamen ums Leben. Nach einem durchgesickerten Geheimbericht könnte sich eine Sprengladung im linken Hauptfahrwerkschacht befunden haben (siehe auch Air-France-Flug 212 (1969)).[30]

### 1970er-Jahre
- Am 30. November 1970 wurde mit einer Boeing 707-373C der Trans World Airlines (Luftfahrzeugkennzeichen N790TW) am Flughafen Tel Aviv-Lod der Start zu einem Frachtflug eingeleitet. Zeitgleich wurde eine leere, unbeleuchtete Boeing C-97K Stratofreighter der Israelischen Luftstreitkräfte (4X-FPS/037) über die Startbahn geschleppt. Trotz eines versuchten Startabbruchs kam es zum Zusammenstoß und Brand beider Flugzeuge. Dabei kamen zwei Personen am Boden ums Leben, die dreiköpfige Besatzung der TWA-Maschine überlebte den Zwischenfall (siehe auch Flugzeugkollision am Flughafen Lod).[31][32]

- Am 25. Juli 1971 unterschritten die Piloten einer Boeing 707-321C der Pan American World Airways (N461PA) im Anflug auf den Flughafen Manila die Mindestflughöhe und flogen in nur 770 Meter Höhe gegen den 32 Kilometer entfernten Berg Kamunay. Die drei Mitglieder der Flugbesatzung der Frachtmaschine starben beim Aufprall.[33]

- Am 15. Dezember 1971 wurde eine Boeing 707-340C der Pakistan International Airlines (AP-AVZ) im Anflug auf den Flughafen Ürümqi-Diwopu (China) zu hoch angeflogen und setzte deshalb viel zu spät auf der Landebahn auf. Daher wurde das Landebahnende überrollt und das Flugzeug irreparabel beschädigt. Alle fünf Besatzungsmitglieder, die einzigen Insassen auf dem Frachtflug, überlebten den Unfall leicht verletzt.[34]

- Am 5. Dezember 1972 verunglückte eine auf dem Flughafen Kairo-International gestartete Boeing 707-366C der Egypt Air (SU-AOW) auf einem Trainingsflug, nachdem bei Beni Suef Triebwerk Nr. 4 von der Tragfläche abriss. Alle sechs Personen an Bord starben.[35]

- Am 2. Januar 1973 wurde mit einer Boeing 707-321C der Pacific Western Airlines (CF-PWZ) ein Frachtflug von Toronto nach Edmonton durchgeführt. Das Flugzeug war mit 86 Rindern beladen. Drei Kilometer vor ihrem Zielflughafen streifte die Maschine Bäume und Stromleitungen und stürzte auf einen Wall in einer Kiesgrube. Die Rinder wurden bei dem Unfall nach vorne aus dem Flugzeugrumpf auf eine Entfernung von bis zu 100 Metern herausgeschleudert, alle fünf Besatzungsmitglieder starben. Ein Feuer brach aus. Die Unfallursache konnte nicht ermittelt werden (siehe auch Pacific-Western-Airlines-Flug 3801).[36]

- Am 22. Januar 1973 verunglückte eine Boeing 707-3D3C der jordanischen Alia (JY-ADO), betrieben für Nigeria Airways, auf dem Rückweg von Mekka, Saudi-Arabien. Die Besatzung des nach Lagos geplanten Fluges war aus Wettergründen ausgewichen und machte eine sehr harte Landung auf dem Flughafen Kano, Nigeria, in deren Folge die Maschine in Brand geriet. Die Evakuierung wurde sehr spät eingeleitet. Von den 202 Insassen starben 170 Pilger und 6 Besatzungsmitglieder, 26 Personen überlebten (siehe auch Flugunfall bei Kano 1973).[37]

- Am 9. Juni 1973 befand sich eine Boeing 707-327C-Frachtmaschine (PP-VLJ) der VARIG im Anflug auf São Paulo, als der Kapitän versehentlich die Störklappen aktivierte. Die Maschine ging daraufhin aus einer Höhe von 70 Metern in einen steilen Sinkflug über, streifte die Landebahnbefeuerung und schlug hart auf dem Boden auf, wobei zwei der vier Besatzungsmitglieder an Bord ums Leben kamen (siehe auch Flugunfall einer Boeing 707 der VARIG bei Rio de Janeiro 1973).[38]

- Am 11. Juli 1973 brach an Bord einer Boeing 707-345C (PP-VJZ) der VARIG ein Feuer aus. Die Maschine befand sich auf dem Flug von Rio de Janeiro zum Flughafen Paris-Orly. Den Piloten gelang eine Notlandung etwa 5 Kilometer vor dem Flughafen. Zehn Besatzungsmitglieder verließen das Flugzeug, während 7 weitere und 116 von 117 Passagieren starben. Mit einer Ausnahme starben die 123 Opfer durch das Einatmen der Brandgase (Rauchvergiftung) (siehe auch Hauptartikel VARIG-Flug 820).[39]

- Am 22. Juli 1973 stürzte eine Boeing 707-321 der Pan American World Airways (N417PA) kurz nach dem Start vom Flughafen Tahiti in den Pazifischen Ozean. Von den 79 Personen an Bord überlebte nur ein Passagier. Die Unfallursache konnte nicht geklärt werden (siehe auch Pan-Am-Flug 816).[40]

- Am 3. November 1973 bildete sich Rauch in der Kabine einer Boeing 707-321C der Pan American World Airways (N458PA) auf dem Flug von New York nach Glasgow. Die Besatzung des Frachtflugzeugs wollte zum Flughafen Boston ausweichen, verlor aber im dichten Rauch die Kontrolle über die Maschine, die 80 Meter neben der Landebahn aufschlug. Die drei Besatzungsmitglieder starben beim Absturz (siehe auch Pan-Am-Flug 160).[41]

- Am 17. Dezember 1973 warfen palästinensische Terroristen auf dem Flughafen Rom-Fiumicino mehrere Handgranaten in eine Boeing 707-321B der Pan American World Airways (N407PA), während Passagiere zustiegen. Dabei wurden 29 Fluggäste und ein Besatzungsmitglied getötet. Die Maschine wurde irreparabel beschädigt. Die Terroristen erschossen anschließend einen Wachmann und entführten eine Boeing 737 der Lufthansa nach Kuwait, wo sie einen Tag später aufgaben.[42]

- Am 30. Januar 1974 starben 97 Personen an Bord einer Boeing 707-321B der Pan American World Airways (N454PA), als die Maschine in Windscherungen vor der Landebahnschwelle am Flughafen Pago Pago (Amerikanisch-Samoa) aufschlug. Vier Insassen überlebten den Unfall (siehe auch Pan-Am-Flug 806).[43]

- Am 22. April 1974 wurde eine Boeing 707-321B der Pan American World Airways (N446PA) im Anflug auf den Flughafen Denpasar etwa 68 Kilometer nordwestlich des Flughafens gegen einen Berg auf der Insel Bali geflogen (CFIT, Controlled flight into terrain). Alle 107 Insassen wurden beim Aufprall getötet (siehe auch Pan-Am-Flug 812).[44][45]

- Am 8. September 1974 brachte auf einem Flug einer Boeing 707-331B der Trans World Airlines (N8734) von Athen nach Rom-Fiumicino eine Bombenexplosion im hinteren Frachtraum die Maschine zum Absturz. Das Flugzeug stürzte 93 Kilometer westlich von Kefalonia ins Mittelmeer, alle 88 Personen an Bord starben. Zwei Wochen zuvor hatte es bereits einen Anschlagsversuch auf denselben Flug gegeben (siehe auch Trans-World-Airlines-Flug 841 (1974)).[46][47]

- Am 3. August 1975 wurde eine Boeing 707-321C der jordanischen Alia (JY-AEE), auf einem Charterflug für Royal Air Maroc von Frankreich kommend, im Anflug auf den Flughafen Agadir-Inezgane, Marokko, 40 Kilometer vor dem Ziel in 700 Meter Höhe gegen einen Berg geflogen. Bei diesem CFIT (Controlled flight into terrain) wurden alle 188 Menschen an Bord getötet. Es war der Unfall einer Boeing 707 mit den meisten Todesopfern (siehe auch Flugunfall bei Agadir).[48]

- Am 2. August 1976 flog eine intakte Boeing 707-373C (HL7412) auf einem Frachtflug der Korean Air nach dem Start vom Flughafen Teheran-Mehrabad gegen einen Berg, da die Piloten nach rechts statt nach links gesteuert hatten. Alle fünf Personen an Bord kamen um (siehe auch Korean-Air-Lines-Flug 642).[49]

- Am 7. September 1976 wurden an einer Boeing 707-328 der Air France (F-BHSH), die auf dem Flughafen Ajaccio (Korsika) stand, von sieben maskierten Personen Dynamit-Sprengladungen angebracht und gezündet. Das Flugzeug wurde irreparabel beschädigt. Über Personenschäden ist nichts bekannt.[50]

- Am 13. Oktober 1976 stürzte eine Frachtmaschine des Typs Boeing 707 der US-amerikanischen Jet Power, geleast durch Lloyd Aéreo Boliviano (N730JP) kurz nach dem Abheben vom Flughafen Santa Cruz-El Trompillo auf eine belebte Straße in Santa Cruz, Bolivien. Drei Besatzungsmitglieder und 88 Menschen am Boden starben.[51] Es war der bis dahin schwerste Flugunfall in Bolivien (siehe auch Flugunfall einer Boeing 707 in Santa Cruz).[52]

- Am 25. Dezember 1976 stürzte eine Boeing 707-366C der Egyptair (SU-AXA) beim Landeanflug auf den Flughafen Bangkok-Don Mueang auf eine Fabrik. Alle 52 Personen an Bord sowie 19 Personen am Boden kamen beim Absturz ums Leben.[53]

- Am 14. Mai 1977 stürzte eine als Frachtmaschine für IAS Cargo Airlines eingesetzte Boeing 707-321C der britischen Dan-Air (G-BEBP) im Anflug 3,6 Kilometer westlich des Flughafens Lusaka (Sambia) senkrecht ab. Grund war der Ermüdungsbruch der gesamten rechten Hälfte der Höhenflosse. Alle sechs Insassen wurden getötet (siehe auch Flugunfall einer Boeing 707 der Dan-Air in Sambia 1977).[54]

- Am 19. November 1977 stürzte eine Boeing 707-360C der Ethiopian Airlines kurz nach dem Start zu einem Frachtflug vom Flughafen Rom-Fiumicino zum Flughafen Asmara ab. Die Maschine gewann nach dem Start kaum an Höhe, streifte Baumwipfel und ging zu Boden. Alle fünf Besatzungsmitglieder an Bord kamen ums Leben (siehe auch Absturz einer Boeing 707 der Ethiopian Airlines in Rom).[55]

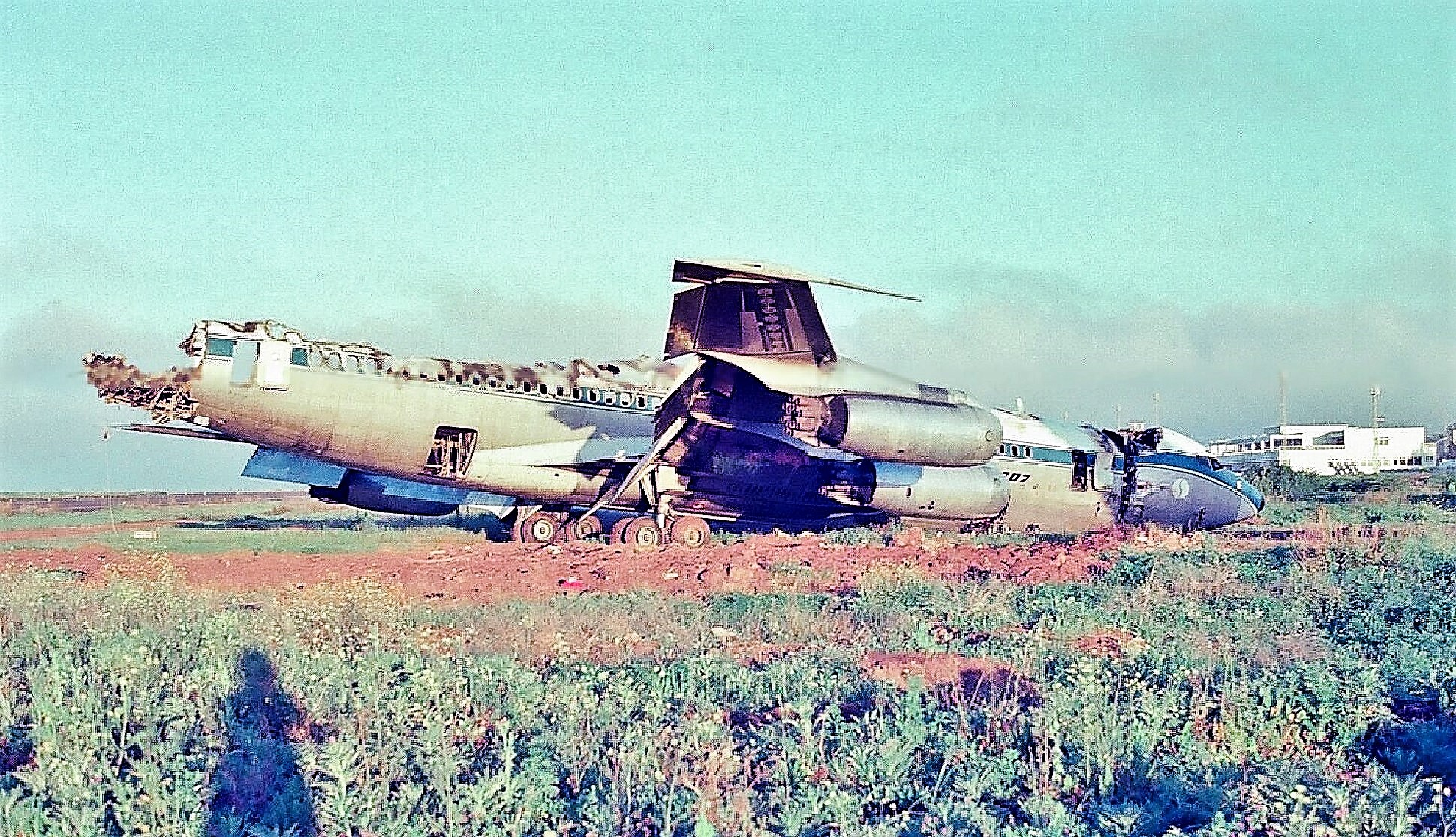
Die im Februar 1978 auf Teneriffa verunglückte Boeing 707 der Sabena

- Am 15. Februar 1978 setzte eine Boeing 707 der Sabena (OO-SJE) auf dem Flughafen Teneriffa-Los Rodeos vor der Landebahn auf, wobei das Bugfahrwerk kollabierte und das Flugzeug rund 1000 Meter über die Bahn rutschte, bis es seitlich davon abkam. Drei der 196 Insassen erlitten leichtere Verletzungen. Die Maschine brannte aus.[56][57]

- Am 20. April 1978 wurde eine Boeing 707-300B der Korean Air (HL7429) von Paris über Anchorage nach Seoul nahe Murmansk von sowjetischen Abfangjägern beschossen und zur Notlandung gezwungen. Die Maschine änderte in unbeabsichtigter Weise ihren Kurs und drang dadurch in sowjetischen Luftraum ein. Da die Piloten die Aufforderung ignorierten, den Suchoi Su-15 zu folgen, wurden zwei Abfangraketen abgefeuert. Zwei Passagiere verloren dadurch ihr Leben, eine Tragfläche wurde beschädigt. Es kam zu einer Notlandung, nach der die weiteren 97 Passagiere und zwölf Crewmitglieder von den Russen geborgen wurden (siehe auch Hauptartikel Korean-Air-Lines-Flug 902).

- Am 30. Januar 1979 verschwand eine Frachtmaschine des Typs Boeing 707-323C der VARIG (PP-VLU) aus unbekanntem Grund spurlos über dem Pazifik, nachdem sie den Radarbereich der Flugsicherung ca. 200 Kilometer vor der japanischen Küste verlassen hatte. Der Verbleib des Flugzeugs konnte nicht aufgeklärt werden. Auch die sechsköpfige Besatzung wird seither vermisst (siehe auch VARIG-Flug 967).[58]

- Am 23. Juli 1979 verunglückte eine Boeing 707-327C der Trans Mediterranean Airways (OD-AFX) auf dem Flughafen Beirut bei einem Trainingsflug ohne Passagiere. Beim dritten Touch-and-Go des Fluges kam das Flugzeug in eine unkontrollierbare Fluglage und stürzte auf dem Flugplatz ab. Alle sechs Besatzungsmitglieder kamen ums Leben.[59]

- Am 26. Juli 1979 kollidierte eine Boeing 707-330C der Lufthansa (D-ABUY) auf einem Frachtflug kurz nach dem Start von Rio de Janeiro nach Dakar mit einem Berg bei Petrópolis. Grund waren fehlerhafte Anweisungen der Flugsicherung. Die dreiköpfige Besatzung kam ums Leben (siehe auch Hauptartikel Lufthansa-Flug 527).[60]

- Am 19. August 1979 sprang eine Boeing 707-123B der Cyprus Airways (5B-DAM) nach dem Aufsetzen am Flughafen Bahrain wieder hoch und setzte danach auf dem Bugfahrwerk auf. Selbiges brach zusammen und beim anschließenden Schleudervorgang wurde die Maschine irreparabel beschädigt. Alle 66 Insassen überlebten den Unfall.[61]

- Am 11. September 1979 stürzte eine Boeing 707-324C der China Airlines (B-1834) kurz nach dem Start vom Flughafen Taipei-Chiang Kai-shek ins Meer. Unter den sechs Menschen an Bord des Trainingsfluges gab es keine Überlebenden (siehe auch Flugunfall einer Boeing 707 der China Airlines 1979).[62]

- Am 26. November 1979 stürzte eine Boeing 707-340C der Pakistan International Airlines (AP-AWZ) auf einem Flug mit Pilgern aus Mekka vom Flughafen Dschidda nach Karachi nach einem Notruf etwa 35 Minuten nach dem Start 50 Kilometer nördlich von Taif ab und brannte aus. Sämtliche 156 Insassen wurden getötet. Als Ursache wird ein von Passagieren in der Kabine benutzter benzinbetriebener Kocher angenommen, ein unter flugunerfahrenen Pilgern lange Zeit nicht unübliches Verhalten (siehe auch Pakistan-International-Airlines-Flug 740).[63]

### 1980er-Jahre
- Am 27. Februar 1980 verunglückte eine weitere Boeing 707-309C der taiwanischen China Airlines (Luftfahrzeugkennzeichen B-1826) bei der Landung auf dem Flughafen Manila, als sie vor der Landebahn aufsetzte und Feuer fing. Von 135 Insassen wurden bei diesem Zwischenfall 2 getötet (siehe auch China-Airlines-Flug 811).[64]

- Am 11. Mai 1980 geriet eine Boeing 707-329C der belgischen Sabena (OO-SJH), betrieben für die zairische Zaire International Cargo Air System – ZICAS, im kurzen Endanflug auf den Flughafen Douala (Kamerun) in eine Windscherung. Dies führte zu einer sehr harten Landung, bei der das Fahrwerk zusammenbrach. Daraufhin zerbrach die linke Tragfläche und die Triebwerke Nr. 1 und 2 (links außen und innen) rissen ab. Das Flugzeug wurde irreparabel beschädigt. Alle drei Besatzungsmitglieder, die einzigen Insassen auf dem Frachtflug, überlebten den Unfall.[65]

- Am 22. Juni 1982 misslang bei der sehr harten Landung einer Boeing 707-437 der Air India (VT-DJJ) am Flughafen Bombay das Durchstarten; die Maschine geriet über die Landebahn hinaus und zerbrach. Von den 111 Insassen starben 17 (siehe auch Air-India-Flug 403).[66]

- Am 10. September 1982 landete eine Boeing 707-348C der Sudan Airways (ST-AIM) beim Anflug auf Khartum im Fluss Nil, etwa fünf Kilometer vor der Landebahn. Die Maschine kam auf einem Positionierungsflug vom Flughafen Dschidda (bis 1982). Alle elf Insassen überlebten die ungeplante Wasserung; das Flugzeug wurde jedoch zum Totalschaden.[67]

- Am 17. Oktober 1982 setzte eine Boeing 707-366C der Egypt Air (SU-APE) nach Genf im Landeanflug 50 Meter vor der Landebahn auf, wurde wieder hochgeschleudert und kam seitlich von der Landebahn ab. Bei dem Unfall wurde die Flugzeugfront schwer beschädigt, außerdem brach die rechte Tragfläche ab. Die Maschine musste als Totalverlust abgeschrieben werden. Alle 182 Insassen, darunter 172 Passagiere, überlebten den Unfall.[68]

- Am 14. März 1983 stürzte eine Boeing 707-338C der libyschen Jamahiriya Air Transport (5A-DJO) auf einem Positionierungsflug 30 Kilometer nördlich von Sabha ab und ging in Flammen auf. Die fünf Besatzungsmitglieder an Bord starben.[69]

- Am Morgen des 14. Dezember 1983 kam es im Triebwerk Nr. 4 einer Boeing 707-373C HK-2401X der kolumbianischen TAMPA Colombia bei einem Start vom Flughafen Medellín zu einer Beschädigung durch Fremdkörper. Die Maschine kehrte daraufhin zum Flughafen zurück. Nach einer Begutachtung des Schadens beschloss man, das Flugzeug für eine Reparatur nach Miami zu überführen. Nachmittags startete die Maschine erneut, das beschädigte Triebwerk befand sich im Leerlauf. Während des Starts versagte auch Triebwerk Nr. 3, das Flugzeug neigte sich, streifte Hochspannungsleitungen und stürzte in einen Fabrikkomplex. Alle drei Besatzungsmitglieder sowie 22 Personen am Boden starben (siehe auch Absturz einer Boeing 707 der TAMPA Colombia in Medellín).[70]

- Am 3. Januar 1987 kehrte die Flugbesatzung einer Boeing 707-379C der brasilianischen VARIG (PP-VJK) auf dem Weg nach Rio de Janeiro zwanzig Minuten nach dem Start vom Flughafen Abidjan aufgrund einer Feuerwarnung an einem Triebwerk zurück und stellte das Triebwerk ab. Im Anflug auf den Flughafen kam es in der mondlosen Nacht zu räumlicher Desorientierung, Strömungsabriss und Kontrollverlust. Das Flugzeug stürzte 18 Kilometer nordöstlich des Platzes ab und ging in Flammen auf. Von den 12 Besatzungsmitgliedern und 39 Passagieren überlebte nur ein Passagier (siehe auch VARIG-Flug 797).[71]

- Am 8. Januar 1987 wurde eine Boeing 707-323C (OD-AHB) der libanesischen Middle East Airlines (MEA) auf dem Flughafen Beirut kurz nach der Landung durch Beschuss mit Granaten zerstört. Alle 126 Insassen überlebten den Angriff radikaler Palästinenser.[72]

- Am 13. April 1987 unterschritt eine Boeing 707-351C auf einem Frachtflug der US-amerikanischen Burlington Air Express (N144SP) von Wichita nach Kansas City im Landeanflug die Mindestflughöhe. Das Ground Proximity Warning System wurde aus ungeklärter Ursache nicht aktiviert, die Besatzung reagierte außerdem zu spät auf die Warnung der Luftaufsicht. Die Maschine streifte fünf Kilometer vor der Landebahn mehrere Baumwipfel und stürzte zu Boden. Alle vier Besatzungsmitglieder kamen ums Leben.[73]

- Am 29. November 1987 explodierte über der Andamanensee an Bord einer Boeing 707-300C der Korean Air (HL7406) von Bagdad über Abu Dhabi, Bangkok nach Seoul eine von zwei nordkoreanischen Agenten an Bord gebrachte Bombe. Die Attentäterin, die nordkoreanische Geheimagentin Kim Hyon-hui, sagte in ihrem fragwürdigen Geständnis aus, sie habe die Bombe auf Weisung Kim Jong-ils an Bord geschmuggelt.[74] Alle 115 Menschen an Bord der Boeing 707-300C kamen ums Leben (siehe auch Hauptartikel Korean-Airlines-Flug 858).

- Am 21. Juli 1988 verunglückte ein Frachtflugzeug des Typs Boeing 707-328C der Angola Air Charter (D2-TOV) mit sechs Mann Besatzung im Landeanflug auf Lagos; niemand überlebte (siehe auch Flugunfall einer Boeing 707 der Angola Air Charter bei Lagos).[75]

- Am 17. Oktober 1988 führte die Besatzung einer Boeing 707-338C der Uganda Airlines (5X-UBC) einen unsachgemäßen Landeanflug auf den Flughafen Rom-Fiumicino durch. In Unkenntnis ihrer genauen Flugposition ließen die Piloten ihre Maschine im Landeanflug absinken, bis diese 1300 Meter vor der Landebahn ein Hausdach streifte und zu Boden stürzte. Bei diesem CFIT (Controlled flight into terrain) wurden alle 7 Besatzungsmitglieder sowie 26 der 45 Passagiere getötet (siehe auch Uganda-Airlines-Flug 775).[76]

- Am 13. Dezember 1988 versuchte die Besatzung einer aus Daressalam in Tansania kommenden Boeing 707-351C der GAS Air Nigeria (5N-AYJ) aus Nigeria auf dem Flughafen Kairo-International zu landen. Aufgrund des schlechten Wetters  wichen die Piloten nach zwei fehlgeschlagenen Landeversuchen zum Flughafen Luxor aus. Dort kam sie jedoch nie an, sondern stürzte in ein Wohngebiet bei Karm Umran, 45 Kilometer nördlich von Luxor ab. Alle 8 Besatzungsmitglieder und eine Person am Boden kamen bei dem Unfall ums Leben. Es wurde vermutet, dass der Maschine der Treibstoff ausgegangen war (siehe auch Flugunfall einer Boeing 707 der GAS Air Cargo bei Karm Umran).[77]

- Am 8. Februar 1989 wurde eine Boeing 707-331B der US-amerikanischen Independent Air (N7231T) im Landeanflug auf den Flughafen Santa Maria in den Berg Pico Alto (Azoren) geflogen. Die Chartermaschine war auf dem Weg von Bergamo nach Punta Cana in der Dominikanischen Republik. Beitragend waren schwere Fehler der portugiesischen Fluglotsen. Bei diesem CFIT (Controlled flight into terrain) wurden alle 144 Insassen getötet, die 137 italienischen Passagiere und die 7 Besatzungsmitglieder (siehe auch Independent-Air-Flug 1851).[78]

- Am 21. März 1989 stürzte eine Boeing 707-300C der Transbrasil (PT-TCS) etwa zwei Kilometer vor der Landebahnschwelle des Flughafens São Paulo-Guarulhos in ein Wohngebiet. Die dreiköpfige Besatzung der Frachtmaschine sowie 22 Personen am Boden wurden getötet (siehe auch Transbrasil-Flug 801).[79]

### 1990er-Jahre

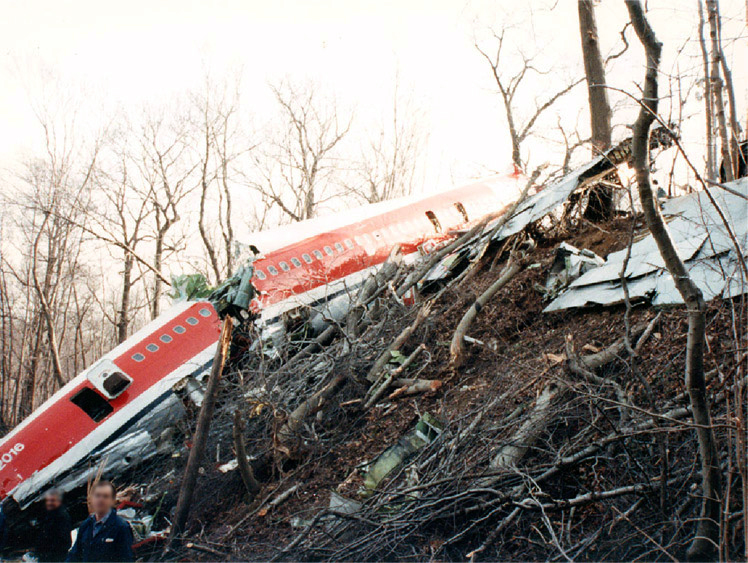
Trümmer der auf dem Avianca-Flug 052 abgestürzten Maschine

- Am 25. Januar 1990 stürzte eine Boeing 707-321B der Avianca (Luftfahrzeugkennzeichen HK-2016) in der Nähe von New York City infolge von Treibstoffmangel ab, nachdem die Maschine von der Flugsicherung wegen schlechten Wetters mehr als eine Stunde in Warteschleifen verwiesen worden war. Von den 158 Menschen an Bord starben 73 (siehe auch Avianca-Flug 052).

- Am 20. September 1990  verunglückte eine Boeing 707-321B der Omega Air (N320MJ) beim Start vom Pinal Airpark. Die ausgesonderte Passagiermaschine war von der Omega Air Inc. gekauft worden und sollte zur Davis-Monthan Air Force Base geflogen werden, um dort durch die 309th Aerospace Maintenance and Regeneration Group zerlegt zu werden, um die Triebwerke für Maschinen der United States Air Force zu verwenden. Kurz nach dem Start ging die Maschine zu Boden, wobei eines der drei Besatzungsmitglieder ums Leben kam. Die Unfalluntersuchung kam zu dem Schluss, dass der Kapitän die Checkliste vermutlich aus dem Stegreif abgearbeitet und dabei eine falsche Höhenrudertrimmung übersehen hatte. Zudem war das Cockpit der Maschine bereits teilzerlegt: Etwa 50 Anzeigen und Schalter, die vertraglich anderen Verwertungsunternehmen zustanden, waren bereits ausgebaut worden (siehe auch Flugunfall einer Boeing 707 der Omega Air 1990).[80]

- Am 2. Oktober 1990 kollidierte auf dem Flughafen Guangzhou-Baiyun (alt) eine entführte Boeing 737-247 der Xiamen Airlines (B-2510) mit zwei anderen Flugzeugen. Als der Kapitän wegen Treibstoffmangels notlanden wollte, kam es in der Landephase zu einem Handgemenge mit dem Entführer, worauf die Maschine hart aufsetzte und von der Landebahn abkam. Sie kollidierte mit einer geparkten Boeing 707 der China Southwest Airlines (B-2402) und einer Boeing 757-21B der China Southern Airlines (B-2812), deren Piloten auf die Startfreigabe warteten. In der außer Kontrolle geratenen Boeing 737 wurden 82 der 102 Menschen an Bord getötet, in der Boeing 757 kamen 46 von 122 Insassen ums Leben. In der Boeing 707 überlebte das einzige an Bord befindliche Besatzungsmitglied. Alle drei Maschinen wurden zerstört (siehe auch Xiamen-Airlines-Flug 8301).[81][82][83]

- Am 4. Dezember 1990 streifte eine aus Khartum kommende Boeing 707-321C der Sudania Air Cargo fünf Kilometer vor der Landebahn des Zielflughafens Jomo-Kenyatta im Nebel einen Strommast, stürzte ab und ging in Flammen auf. Alle 10 Insassen der Maschine kamen ums Leben (siehe auch Flugunfall einer Boeing 707 der Sudania Air Cargo bei Nairobi).[84]

- Am 29. Oktober 1991 stürzte eine Boeing 707-368C der Royal Australian Air Force (A20-103) nach einem missglückten Kunstflugmanöver in den Pazifischen Ozean. Die fünfköpfige Besatzung kam dabei ums Leben. Der Kapitän hatte versucht, einen asymmetrischen Flugzustand zu simulieren und verlor daraufhin die Kontrolle über die Maschine (siehe auch Flugunfall Windsor 380).[85]

- Am 7. Februar 1992 kam eine Boeing 707-351B der Pakistan International Airlines (AP-AZW) bei der Landung auf dem Flughafen Karachi (Pakistan) seitlich von der Landebahn ab und wurde irreparabel beschädigt. Personen kamen nicht zu Schaden. Das Flugzeug wurde im Dezember 1993 verschrottet.[86]

- Am 24. März 1992 flog eine Boeing 707-321C der sudanesischen Golden Star Air Cargo (ST-SAC) im Landeanflug auf den Flughafen Athen-Ellinikon gegen einen Hügel, wobei alle 7 Personen an Bord starben. Der Pilot war von der vorgeschriebenen Flugroute abgekommen; die Besatzung hatte sich zu spät für die Durchführung eines Fehlanflugs entschieden (siehe auch Sudan-Airways-Flug 1165).[87]

- Am 31. März 1992 riss von einer Boeing 707-321C der nigerianischen Trans-Air Service (5N-MAS) bei Turbulenzen über den Alpen das Triebwerk Nr. 3 (rechts innen) ab. Dieses schlug dabei gegen Triebwerk Nr. 4 (rechts außen), welches sich ebenfalls von der Tragfläche löste. Trotz des Feuers, das sich beim Landeanflug an der beschädigten Tragfläche entzündete, gelang der Crew eine Notlandung auf dem Militärflugplatz Istres-Le Tubé (Département Bouches-du-Rhône, Frankreich). Nach Betätigen der Notbremse platzten die Reifen des linken Hauptfahrwerks; nach 2300 Metern Rollstrecke geriet das Flugzeug von der Landebahn ab und wurde irreparabel beschädigt. Das Frachtflugzeug befand sich auf einem Flug von Luxemburg nach Kano (Nigeria). Als Ursachen wurden Ermüdung und Korrosion der zentralen (von insgesamt vier) Triebwerkshalterung ermittelt. Alle fünf Besatzungsmitglieder überlebten.[88]

- Am 25. April 1992, also nur knapp vier Wochen später, ereignete sich ein ähnlicher Zwischenfall mit einer Boeing 707-324C der TAMPA-Colombia (HK-3604X) in der Nähe von Miami, USA. Auch hier löste sich das Triebwerk Nr. 3 im Flug und riss Triebwerk Nr. 4 mit ab. Der Besatzung gelang eine Notlandung. Es gab keine Verletzten. Die Maschine konnte kurzfristig in Stand gesetzt werden und kam wieder zum Einsatz.[89]

- Am 19. Dezember 1994 stürzte eine Boeing 707-3F9C (5N-ABK) auf einem Frachtflug der Nigeria Airways von Dschidda nach Kano in ein Sumpfgebiet bei Kiri Kasana. Während des Fluges war es im Bereich einer Frachtpalette zu starker Rauch- und Geruchsentwicklung gekommen. Nach einer Feuerwarnung und dem Eindringen von Rauch in das Cockpit stürzte das Flugzeug 40 Minuten vor der geplanten Landung ab. Drei der fünf Personen an Bord kamen ums Leben. Es konnte ermittelt werden, dass das Flugzeug leichtentzündliches Gefahrgut geladen hatte (siehe auch Nigeria-Airways-Flug 9805).[90]

- Am 22. September 1995 stürzte auf der Elmendorf Air Force Base bei Anchorage in Alaska eine Boeing E-3A Sentry (Rufzeichen: Yukla 27) kurz nach dem Abheben aufgrund Vogelschlages ab, nachdem Gänse in die beiden Triebwerke an der linken Tragfläche geraten waren und diese ausfielen. Dabei starben alle 24 Besatzungsmitglieder, darunter ein Kanadier (siehe auch Flugunfall Yukla 27).[91][92]

- Am 30. November 1995 kam es mit einer Boeing 707-300C der Azerbaijan Airlines (4K-401) infolge von Treibstoffmangel zu einer Bruchlandung 9 Kilometer vor dem Flughafen Baku, wobei zwei der sechs Insassen des Frachtfluges starben (siehe auch Flugunfall einer Boeing 707 der Azerbaijan Airlines bei Baku).[93]

- Am 14. Juli 1996 rollte eine Boeing E-3A Sentry (LX-N90457) der NATO über die Landebahn der Preveza Air Base (Griechenland) hinaus und rutschte mit dem Bug in das angrenzende Meer. Obwohl die Maschine dabei irreparabel beschädigt wurde, konnten sich alle 16 Besatzungsmitglieder retten. Als Ursache für den Unfall wurde Vogelschlag vermutet, was aber nie bewiesen werden konnte.[94]

- Am 22. Oktober 1996 streifte eine Boeing 707-323C der Millon Air kurz nach dem Start vom Flughafen Manta Hausdächer und stürzte auf ein Restaurant. Bei dem Unfall starben alle vier Insassen der Maschine sowie 23 Personen am Boden (siehe auch Millon-Air-Flug 406).[95]

- Am 23. Oktober 1996 stürzte eine von der Líneas Aéreas del Estado betriebene Boeing 707-372C der Argentinischen Luftstreitkräfte (LV-LGP) 750 Meter vor der Landebahn am Flughafen Buenos Aires-Ezeiza ab. Sie befand sich auf einem Frachtflug von Santiago de Chile nach Buenos Aires. Die Besatzung versäumte es, den Sinkflug frühzeitig einzuleiten. Als der Kapitän seinen Fehler bemerkte, ließ er abrupt die Störklappen ausfahren, wodurch die Flugzeugnase nach unten gedrückt wurde. Da die Maschine sich zu diesem Zeitpunkt auf einer Höhe von 900 bis 1000 Metern befand, blieb nicht mehr genug Zeit, um die abnorme Fluglage zu korrigieren. Die Maschine schlug 750 Meter vor der Landebahn hart auf dem Boden auf und ging in Flammen auf. Zwei der acht Besatzungsmitglieder kamen ums Leben (siehe auch LADE-Flug 5025).[96]

- Am 10. März 1998 verunglückte eine Boeing 707-300C der ägyptischen Air Memphis (Luftfahrzeugkennzeichen SU-PBA) beim Start vom Flughafen Mombasa. Das Frachtflugzeug streifte nach dem Abheben Aufbauten der Anflugbefeuerung, schlug zurück auf dem Boden auf, zerbrach und fing Feuer. Alle sechs Insassen kamen ums Leben (siehe auch Flugunfall einer Boeing 707 der Air Memphis in Mombasa).[97]

### 2000er-Jahre
- Am 4. Juli 2002 wurde mit einer Boeing 707-123B der ruandischen New Gomair (Luftfahrzeugkennzeichen 9XR-IS) ein gemischter Fracht- und Passagierflug im Auftrag der Prestige Airlines von N’Djamena nach Brazzaville durchgeführt. Aufgrund von technischen Problemen – das Fahrwerk ließ sich nicht einfahren – kehrte die Besatzung nach Bangui zurück, um dort eine Notlandung durchzuführen. Nach einem Flammabriss an den Triebwerken stürzte die Maschine schließlich zwei Kilometer abseits des Flughafens ab. Von den 21 Passagieren und 9 Besatzungsmitgliedern überlebten nur der Flugingenieur und eine Passagierin (siehe auch Flugunfall einer Boeing 707 der Prestige Airlines).[98]

- Am 20. April 2005 verunglückte eine Boeing 707-320C der Saha Airlines (EP-SHE) auf dem Flug von Kish Island nach Teheran. Beim Aufsetzen der Boeing auf der Landebahn 29L des Flughafens Teheran-Mehrabad führten Probleme mit dem Fahrgestell dazu, dass die Maschine über die Landebahn hinaus und in den Kan-Fluss rollte. Bei der anschließenden Evakuierung verloren 3 der 157 Passagiere ihr Leben, da sie in den Fluss fielen und dort ertranken (siehe auch Saha-Air-Flug 171).[99]

- Am 28. August 2009 wurde eine Boeing E-3C Sentry der United States Air Force (Kennzeichen 83-0008) bei der Landung auf der Nellis Air Force Base schwer beschädigt, nachdem das Bugfahrwerk versagt hatte. Das dadurch ausgelöste Feuer zerstörte die Maschine vollständig. Ursache war ein Pilotenfehler beim Landemanöver.[100]

- Am 21. Oktober 2009 stürzte eine Frachtmaschine des Typs Boeing 707-330C der sudanesischen AZZA Transport (ST-AKW) beim Start vom Flughafen Schardscha (Vereinigte Arabische Emirate) nach einem Strömungsabriss 1,6 Kilometer nordwestlich davon ab. Alle 6 Insassen, drei Besatzungsmitglieder und drei Passagiere, kamen bei dem Absturz ums Leben. Die Maschine flog im Auftrag der Sudan Airways. Beim Abheben hatten sich Teile der inneren Triebwerksverkleidung vom Triebwerk Nr. 4 (rechts außen) gelöst, was zu fehlerhaften Anzeigen führte,  aufgrund deren das Triebwerk abgestellt wurde. Auslösend war das mangelhafte Wartungssystem von AZZA Transport. Die 707 war u. a. bereits für die Lufthansa (als D-ABUJ), Condor und Sudan Airways geflogen (siehe auch Sudan-Airways-Flug 2241).[101][102]

### Ab 2010
- Am 18. Mai 2011 verunglückte eine Boeing 707 der Omega Aerial Refueling Services (Luftfahrzeugkennzeichen N707AR) beim Start von der Naval Air Station Point Mugu. Der Tanker sollte Maschinen des Typs McDonnell Douglas F/A-18 der US Navy vor der Küste betanken. Nachdem das Flugzeug auf der 11.000 Fuß langen Piste nach rund 7.000 Fuß abhob und gut 20 Fuß über der Piste war, löste sich das Triebwerk Nummer 2 von der Tragfläche und traf dabei das Triebwerk Nummer 1. Durch den einseitigen Schub setzte die Boeing abseits der Landebahn wieder auf und kam in einem Sumpfgebiet zum Stehen. Die dreiköpfige Besatzung konnte sich unverletzt retten, obwohl ein Feuer ausbrach und das Flugzeug größtenteils zerstörte. Als mögliche Ursache wurde ein Ermüdungsriss eines Beschlagteils des Tragflächenmittelholms ermittelt, das hätte ersetzt werden müssen. Der Vorbesitzer hatte den Austausch fälschlicherweise dokumentiert.[103]

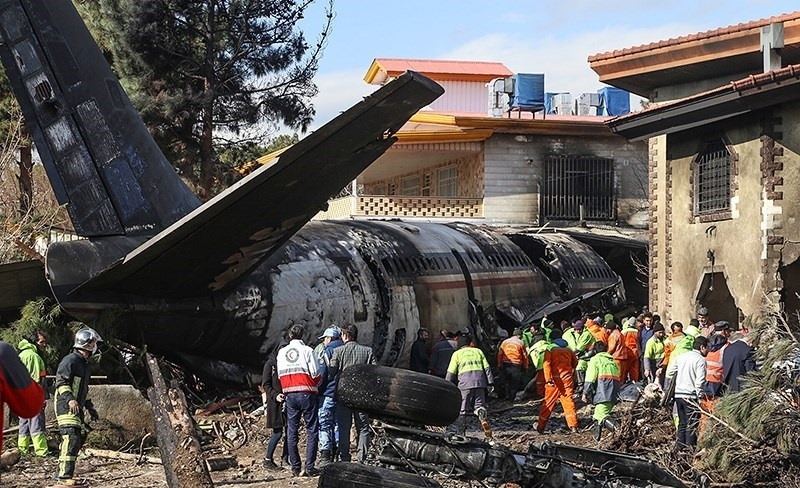
Trümmer der 2019 im Iran verunglückten Maschine

- Am 14. Januar 2019 landete eine Boeing 707-3J9C (EP-CPP) auf einem Frachtflug der Iranischen Luftwaffe für Saha Air von Bischkek nach Karadsch um 8:30 morgens auf dem in der Nähe gelegenen, kleineren Flugfeld Fath, auf dessen Landebahn von lediglich ca. 1260 m Länge die Maschine nicht zum Stillstand gebracht werden konnte. Das Flugzeug überrollte das Landebahnende, durchbrach den Flughafenzaun und ging letztlich in einer Reihe Häuser in Flammen auf. Von der an Bord befindlichen Besatzung von 16 Personen wurde einzig der Flugingenieur lebend aus dem Wrack gerettet. Das Flugzeug war von der iranischen Luftwaffe geleast worden (siehe auch Flugunfall einer Boeing 707 der Saha Air 2019).[104][105]

## Boeing 720
Vom Erstflug 1959 bis zum Betriebsende 2012 kam es mit Boeing 720 zu 22 Totalschäden von Flugzeugen. Bei 7 davon kamen 257 Menschen ums Leben.
In diesen Totalschäden sind 10 Verluste von geparkten Maschinen der Middle East Airlines inbegriffen, die alle durch Granaten- oder Raketenbeschuss zerstört wurden, nicht jedoch der unten erwähnte Crash-Test („Controlled Impact Demonstration“) auf der Edwards Air Force Base am 1. Dezember 1984. Der rein flugbetriebliche Verlust von nur 11 Exemplaren der insgesamt 154 gebauten Maschinen belegt eine ungewöhnlich niedrige Unfallrate für diesen Typ.

### 1960er-Jahre
- Am 4. Dezember 1961 stürzte die in Frankfurt zu einem Trainingsflug gestartete Boeing 720-030B (Luftfahrzeugkennzeichen D-ABOK) der Lufthansa bei Ebersheim aus ungeklärter Ursache ab. Die drei Besatzungsmitglieder kamen ums Leben (siehe auch Absturz einer Boeing 720 der Lufthansa 1961).[107]

- Am 12. Februar 1963 verlor eine Boeing 720-051B der Northwest Airlines (N724US) nach dem Start vom Flughafen Miami und einem steilen Steigflug an Geschwindigkeit und ging in einen Sturzflug über, bei welchem sie in etwa 3000 Meter Höhe auseinanderbrach und in ein Nationalparkgebiet der Everglades-Sümpfe stürzte. Alle 43 Insassen kamen ums Leben. Als Ursache wurde ein Kontrollverlust durch extreme Turbulenzen in Gewitternähe festgestellt (siehe auch Northwest-Airlines-Flug 705).[108][109]

- Am 15. Juli 1964 verunglückte eine weitere 720-030B der Lufthansa auf einem Trainingsflug. Die Besatzung der Maschine mit dem Kennzeichen D-ABOP versuchte, nach einer ersten gelungenen Fassrolle eine weitere zu fliegen. Bei diesem unerlaubten Kunstflugmanöver brach das Flugzeug zwischen den Ortschaften Forst und Petersdorf im Landkreis Ansbach wegen struktureller Überlastung auseinander. Alle drei Insassen kamen ums Leben (siehe auch Absturz einer Boeing 720 der Lufthansa 1964).[110]

- Am 20. Mai 1965 sank eine Boeing 720-040B der Pakistan International Airlines (AP-AMH) im Anflug auf den Flughafen Kairo-International zu früh und flog 20 Kilometer südlich der Landebahn in die Wüste. Sechs Passagiere überlebten den Unfall, aber insgesamt 121 Menschen an Bord wurden getötet, davon 108 Passagiere sowie die gesamte Besatzung von 13 Personen. Unfallursache war ein Controlled flight into terrain (siehe auch Pakistan-International-Airlines-Flug 705).[111]

- Am 9. Januar 1968 kam es mit einer Boeing 720 der Ethiopian Airlines (ET-AAG), die von Middle East Airlines geleast war, auf dem Flughafen Beirut zu einer harten Landung auf dem Bugfahrwerk. Es herrschte starker Regen und Windböen mit bis zu 45 Knoten. Das Bugfahrwerk brach zusammen; es entstand ein Feuer, welches letztlich die Maschine zerstörte. Alle 49 Insassen blieben unversehrt.[112]

### 1970er-Jahre
- Am 31. März 1971 verunglückte eine Boeing 720-047B der Western Airlines (Luftfahrzeugkennzeichen N3166) auf dem Ontario International Airport. Die fünf Besatzungsmitglieder, die einen Trainingsflug absolvierten, kamen ums Leben. Unfallursache war das Versagen einer Stützbefestigung des hydraulischen Antriebs des Seitenruders aufgrund einer Kombination aus Spannungsrisskorrosion und hoher Zugbelastung, was kurz nach Beginn eines Durchstartmanövers bei einem simulierten Triebwerksausfall zum vollständigen Verlust der Kontrolle über das Seitenruder führte (siehe auch Western-Airlines-Flug 366).[113]

- Am 8. Dezember 1972 versuchten kurz nach dem Start einer Boeing 720-060B der Ethiopian Airlines (Luftfahrzeugkennzeichen unbekannt) vom Flughafen Addis Abeba sieben Entführer aus Eritrea, die Maschine unter ihre Gewalt zu bringen. Es kam zu einem Schusswechsel mit den sechs anwesenden Flugsicherheitsbegleitern an Bord der Maschine, woraufhin einer der Entführer eine Handgranate in die Passagierkabine warf, die in 29.000 Fuß (8839 Meter) Höhe explodierte. Die schwer beschädigte Maschine konnte sicher nach Addis Abeba zurückgeflogen werden, außer den sieben durch den Schusswechsel getöteten Entführern gab es keine Toten an Bord (siehe auch Ethiopian-Airlines-Flug 708).

- Am 13. September 1974 setzte eine Boeing 720-025 der dänischen Conair of Scandinavia (OY-DSR) bei einer Landung auf dem Flughafen Kopenhagen-Kastrup zu hart auf. Alle Insassen überlebten. Aufgrund der Schadenshöhe musste das Flugzeug als Totalverlust abgeschrieben werden und wurde im Juli 1975 verschrottet.[114]

- Am 1. Januar 1976 explodierte im vorderen Gepäckraum einer Boeing 720 der Middle East Airlines (MEA) (OD-AFT) auf dem Flug von Beirut nach Dubai eine Bombe. Das Flugzeug stürzte 37 Kilometer nordwestlich von Qaisumah (Saudi-Arabien) in die Wüste, wobei alle 81 Insassen ums Leben kamen.[115]

- Am 22. April 1976 verunglückte eine Boeing 720-022 der US-amerikanischen Fluggesellschaft US Global of Florida (N37777) im Anflug auf den Flughafen Barranquilla (Kolumbien). Die Maschine schlug vor der Landebahn im Gelände auf. Alle vier Besatzungsmitglieder, die einzigen Insassen auf dem Frachtflug, überlebten den Unfall.[116]

- Am 27. Juni 1976 wurde eine Boeing 720-047B der Middle East Airlines (MEA) (OD-AGE) auf dem Flughafen Beirut durch Beschuss mit Raketen und Granaten zerstört, kurz nachdem die Passagiere ausgestiegen waren. Eines der drei noch an Bord befindlichen Besatzungsmitglieder wurde getötet.[117]

- Am 16. August 1976 landete eine Boeing 720-047B der kolumbianischen Avianca (HK-723) auf dem Flughafen Mexiko-Stadt während des Durchzugs einer Böenwalze. Die Maschine hob wieder ab; es kam zum Strömungsabriss und zum Aufschlag auf dem Bugfahrwerk. Alle 127 Insassen überlebten den Totalschaden.[118]

### 1980er-Jahre
- Am 27. Januar 1980 landete eine Boeing 720-059B der kolumbianischen Avianca (Luftfahrzeugkennzeichen HK-725) auf dem Flughafen Quito (Ecuador) mit einer um 20 Knoten zu hohen Geschwindigkeit und überrollte 70 Meter weit das Landebahnende. Dabei brach das Bugfahrwerk zusammen. Das Flugzeug wurde irreparabel beschädigt. Alle Insassen überlebten den Unfall.[119]

- Am 8. Januar 1981 ließ sich bei einer Boeing 720-047B der Pakistan International Airlines (PIA) (AP-AXK) im Anflug auf den Flughafen von Quetta das Bugfahrwerk nicht ausfahren. Die Piloten entschieden sich daraufhin für eine Rückkehr zum Startflughafen Karachi (Pakistan), wo sie eine Landung mit eingefahrenem Bugfahrwerk durchführten. Alle 79 Insassen bleiben unverletzt. Das Flugzeug wurde allerdings irreparabel beschädigt.[120]

- Am 31. August 1981 explodierte an Bord einer Boeing 720-023B der libanesischen Middle East Airlines (MEA) (OD-AFR) auf dem Flughafen Beirut kurz nach der Ankunft aus Libyen eine Sprengladung mit etwa 5 Kilogramm Dynamit. Das Flugzeug wurde zerstört.[121]

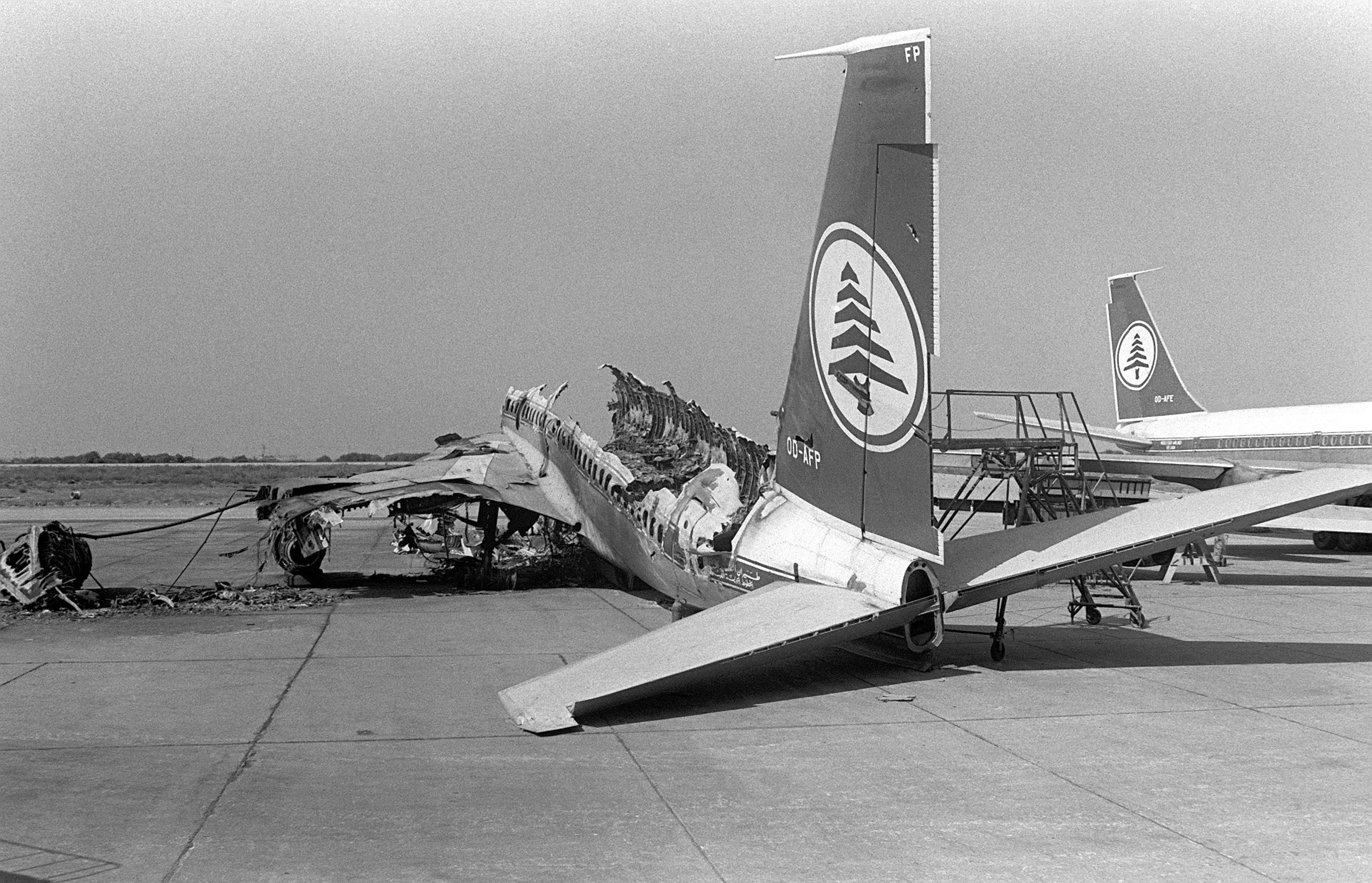
Boeing 707 OD-AFP der MEA, am 12. Juni 1982 während der kriegerischen Auseinandersetzungen in Beirut zerstört

- Am 12. Juni 1982 wurde eine Boeing 720-023B der libanesischen Middle East Airlines (MEA) (OD-AFP) auf dem Flughafen Beirut durch israelischen Beschuss mit Granaten zerstört.[122]

- Am 16. Juni 1982 wurden vier Flugzeuge der libanesischen Middle East Airlines (MEA) auf dem Flughafen Beirut durch israelischen Beschuss mit Granaten zerstört. Ziel war es, in Beirut verbliebene Mitglieder der PLO an der Flucht über den Flughafen zu hindern. Folgende Flugzeuge waren betroffen:
  - Eine Boeing 707 (OD-AFB), drei Boeing 720 (OD-AFU, OD-AFW, OD-AGR).[123][124][125][126]

- Am 1. August 1982 wurde eine Boeing 720-047B der libanesischen Middle East Airlines (MEA) (OD-AGG) auf dem Flughafen Beirut bei einem Bombenangriff zerstört.[127]

- Am 1. Juni 1983 wurde eine Boeing 720-023B der libanesischen Middle East Airlines (MEA) (OD-AFO) auf dem Flughafen Beirut durch Beschuss mit Granaten zerstört.[128]

- Am 1. Dezember 1984 wurde eine Boeing 720-027 der US-amerikanischen Behörde NASA (N833NA) auf der Edwards Air Force Base (Kalifornien, USA) ferngesteuert zu einer Bruchlandung gebracht. An Bord waren auch zahlreiche Filmkameras und Puppen. Der Zweck war die Erprobung  eines feuerhemmenden Treibstoffzusatzes. Dies ging allerdings komplett schief, denn es gelang nicht, die ohne Piloten fliegende Maschine halbwegs kontrolliert zu landen. Das Flugzeug explodierte in einem gewaltigen Feuerball.[129]

- Am 21. August 1985 wurden die beiden Boeing 720 OD-AFL (Boeing 720-047B) und OD-AGQ (Boeing 720-023B) der libanesischen Middle East Airlines (MEA) auf dem Flughafen Beirut durch Beschuss mit Granaten zerstört.[130][131]

- Am 6. April 1987 ereignete sich bei der Landung einer Boeing 720-051B der dänischen Conair of Scandinavia (OY-APY) auf dem Flughafen Rom-Ciampino ein Fahrwerksbruch. Es entstand ein Brand, das Flugzeug wurde irreparabel beschädigt. Alle 54 Insassen überlebten.[132][133]